# Separator (Verfahrenstechnik)
Ein Separator (von lat.: separare = trennen, absondern), auch Purifikator, Klarifikator oder Dekantierzentrifuge genannt,  trennt verschiedene Phasen unterschiedlicher Dichten voneinander.

## Funktionsprinzip
Separatoren arbeiten nach dem Prinzip der Trennung mittels Zentrifugalkräften. Gegenüber einem Absetzbehälter, bei dem die nach unten wirkende Erdbeschleunigung auf die Phasen wirkt, nutzen Separatoren durch ihre Rotation die Zentrifugalbeschleunigung und erhöhen somit die Beschleunigung um ein Vielfaches. Voraussetzung für eine gute Trennung eines Gemisches ist, dass die einzelnen Phasen des Gemisches unterschiedliche Dichten haben. Weiterhin sollten die Feststoffe einen großen Dichteunterschied zu den flüssigen oder gasförmigen Phasen haben.
Separatoren sind vertikal gelagerte Zentrifugen und werden in der Regel mit fliegender Lagerung gebaut. Die Kraftübertragung auf die Spindel, und damit auf die Trommel, kann durch drei verschiedene Antriebsarten erfolgen, mittels Schraubenradgetriebe, Riemenantrieb oder Direktantrieb über einen Spezialmotor. Bei der Abdichtung der Separatoren wird unterschieden zwischen offen, hydrohermetisch (Abdichtung des Produktraumes) und vollhermetisch (vollkommene Luftdichtheit). Die Zuordnung hängt von der Art der Flüssigkeitszufuhr sowie Flüssigkeitsabfuhr ab.
Betrachtet man die Austritte der Flüssigphasen, spricht man von einem kontinuierlichen Prozess, da diese kontinuierlich aus der Separatorentrommel ausgetragen werden. Beim Feststoffaustrag unterscheidet man zwischen manueller Entfernung der Feststoffe, automatischem, intermittierendem Feststoffaustrag sowie kontinuierlichem Feststoffaustrag. Bei allen drei Feststoffaustragsvarianten können zwei oder drei Phasentrennungen vorgenommen werden. Aufgrund der größten Dichte der Feststoffe sammeln sich diese im Zentrifugalfeld als äußerster Ring, direkt an der Trommelinnenwand. Die kontinuierlich arbeitende Zentrifuge wurde 1878 von Gustav de Laval erfunden.
Bei den feststoffsammelnden Separatoren müssen die Separatoren in bestimmten Zeitintervallen angehalten und geöffnet werden, damit die Feststoffe manuell entfernt werden können.
Bei Separatoren mit diskontinuierlichem, automatischen Feststoffaustrag werden die Feststoffe ebenfalls an der Trommelinnenwand gesammelt. In einstellbaren Zeitintervallen wird die Trommel über eine Wasserhydraulik kurzfristig, bei voller Drehzahl, geöffnet (Unteres Bild, mittlerer Separator, dunkelgrauer Schieberboden gleitet nach unten). Die Feststoffe werden mittels der vorhandenen, kinetischen Energie ausgetragen und die Trommel wird wieder geschlossen.
Bei Separatoren mit kontinuierlichem Feststoffaustrag spricht man auch von Düsenseparatoren, die es in verschiedenen Ausführungen für diverse Aufgabenstellungen gibt.
Sowohl bei den kontinuierlich als auch bei den diskontinuierlich austragenden Separatoren wird immer ein Teil Flüssigkeit mit entleert (Spüleffekt).
Die Flüssigphase(n) wird(werden) entweder drucklos aus dem Separator abgeführt oder auch unter Druck. Man spricht hierbei von Schälscheiben (Greifer), die wie ein stehendes Pumpenrad funktionieren, während die Flüssigkeit rotiert.

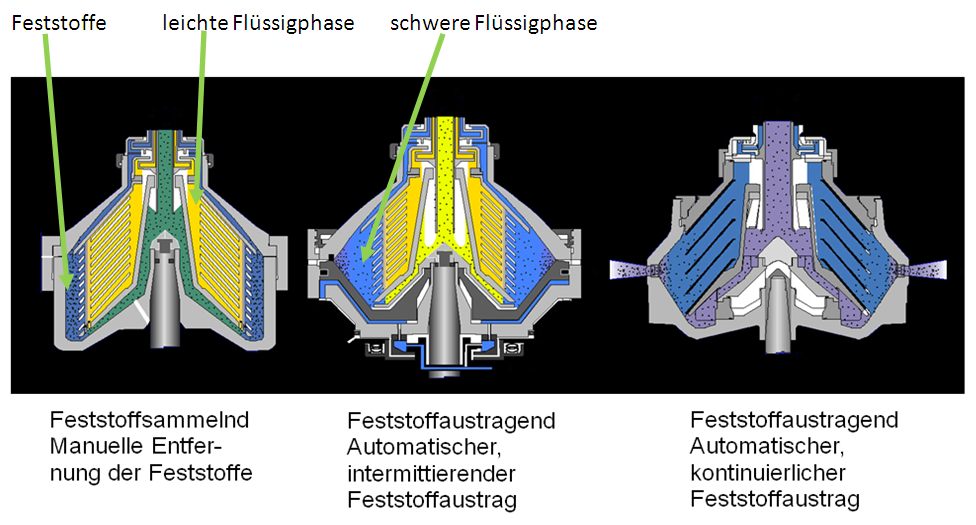
Drei Feststoffaustragsvarianten eines Tellerseparators

Man spricht bei der Separation von drei verschiedenen Trennaufgaben:
- Bei der Klärung/Klarifikation wird eine Feststoffphase aus einer Flüssigphase abgetrennt.
- Bei der Trennung zweier Flüssigkeiten (evtl. auch einer Feststoffphase) wird unterschieden, ob die schwere Phase oder die leichte Flüssigphase überwiegt.
- Bei der Purifikation wird eine schwere Flüssigphase aus einer leichteren Flüssigkeit abgetrennt, beispielsweise Brennstoffaufbereitung.
- Überwiegt andererseits die schwere Flüssigphase, aus der eine leichte Flüssigphase abgetrennt werden soll, spricht man von einer Konzentration

## Bauarten
Hydrozyklone
Separatoren:
- Düsenseparatoren
- Preßschneckenseparatoren
- Kammerseparatoren
- Tellerseparatoren
- Vollmanteltellerseparatoren

Dekanter:
- Zweiphasen-Dekanter
- Dreiphasen-Dekanter

Zentrifugen:
- Dreisäulenzentrifugen
- Einpufferzentrifugen
- Gleitschwingzentrifugen
- Schwingzentrifugen (Taumelzentrifugen)
- Vollmantel-Schälzentrifugen
- Vollmantel-Schneckenzentrifugen
- Röhrenzentrifugen
- Siebtrommel-Schälzentrifugen
- Schubzentrifugen
- Siebschneckenzentrifugen
- Spänezentrifugen
- Stülpfilterzentrifugen
- Universalzentrifugen

## Anwendung

### Anwendung in der chemischen und biotechnischen Industrie
Separatoren werden zur Klärung von Flüssigkeiten oder zur Trennung von Flüssigkeiten unterschiedlicher Dichte eingesetzt. Sie ersetzten dabei Zentrifugen, sobald die zu reinigenden Volumenströme zu groß für ein wirtschaftliches Batch-Verfahren sind.
Typische Anwendungen in der Biotechnologie sind die Klärung von Zellkulturüberständen oder Fermenterbrühen sowie die Trennung von wässrigen Zwei-Phasen-Systemen.

### Anwendung in der Lebensmittelindustrie
Vor allem in einer Molkerei werden Separatoren eingesetzt, um die Milch entweder in Magermilch und Rahm (Sahne) zu trennen, Verunreinigungen aus der Milch zu entfernen oder den Fettgehalt der Milch (z. B. für Trinkmilch oder Käsereimilch) einzustellen.

### Anwendung beim Verbrennungsmotor und im Schmierölkreislauf
Der Betrieb eines Separators ermöglicht den Dauerbetrieb des Schmieröles (Lub Oil) von der Indienststellung eines Schiffes bis zur Verschrottung. Ein Ölwechsel wie bei anderen Fahrzeugen wäre bei Schiffsmotoren und der zu schmierenden Bordmaschinen wegen des benötigten großen Ölvolumens eine sehr kostspielige Angelegenheit. Ein Dauereinsatz des Schmieröles ist aber auch nur durch den gleichmäßigen Verbrauch und damit gleichmäßigem Zusatz möglich um den chemischen Verbrauch der Schmieröladditive auszugleichen. Man nennt diesen Vorgang "frischen" des Öls. Ein geringer Verbrauch des Schmieröls tritt allein schon durch Verluste beim Reinigen durch separieren und durch Verbrennung im Motor (ca. 0,6 bis 1 g/kWh) auf. Das Schmieröl altert so nicht und ist bei gut funktionierendem Separator immer im besten Zustand bei gleich bleibender Viskosität.
Schweröle (Heavy Fuel Oil) als Brennstoff für große Dieselmotoren (> ca. 1 MW) enthalten Feststoff- und Wasser-Beimengungen und müssen ebenfalls kontinuierlich mit Separatoren gereinigt werden. Aufgrund der Preisvorteile gegenüber anderen Brennstoffen ist Schweröl der Hauptbrennstoff in der Seefahrt und in großen Dieselmotorkraftwerken.
Für beide oben genannten Öle mussten bis zu bestimmten Separatorengenerationen (bis etwa Mitte der 90er Jahre) unterschiedlich konfigurierte Trommeln verwendet werden, welche sich im Verschleißschutz durch spezielle Verschleißbleche in der Trommel unterscheiden, sogenannte LO- und HFO-Trommeln. Des Weiteren musste bei diesen Trommeln die Trennzone auf die Dichte des zu separierenden Mediums über sogenannte „Wasser- oder Regulierscheiben“ eingestellt werden (bis etwa 2005). Neuere Modellgenerationen lösen beide Probleme durch hochwertigere Materialien für die Trommel und einer besseren Regelung mit kontinuierlicher Wasserdetektion auf der Leichtphasenseite (Ölaustritt).
Das alte Verfahren, bei der Separierung von Schwerölen im Schiffsbetrieb bevorzugt einen Purifikator (zur Wasserabscheidung) und einen Klarifikator (für die Festkörperabscheidung) in Reihe geschaltet einzusetzen, wird seit etwa 15 Jahren nicht mehr verfolgt. Moderne Schwerölseparatoren aller Hersteller laufen heute problemlos im kombinierten Betrieb mit kontinuierlicher Wasser und intermittierender Feststoffabscheidung.

### Weitere Anwendungen

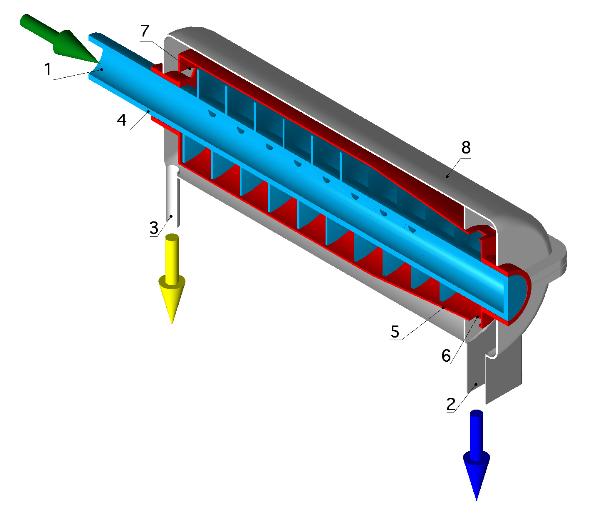
Schema eines industriellen Dekanters (Dekantierzentrifuge)

Ein Dekanter im industriellen Sinne (nicht zu verwechseln mit dem manuellen Dekantieren, insbesondere von Wein) ist eine weitere Zentrifugenbauart. Hier werden die festen Bestandteile der zu trennenden Stoffe mit einer langsamer oder schneller laufenden Förderschnecke stetig aus der Zentrifugentrommel entfernt.
Der Dekanter (Dekantierzentrifuge) kommt in der Regel bei höherem Feststoffgehalt (ab etwa 3 % im Zulauf) zum Einsatz. Bei der Dekantierzentrifuge findet eine Feststoff / Flüssigkeitstrennung statt. Feststoffe und Flüssigkeit werden kontinuierlich ausgetragen. Eine weiterentwickelte Bauform ist der 3-Phasen-Dekanter. Hier werden Feststoffe und zwei unterschiedliche, nicht ineinander lösbare Flüssigkeiten voneinander getrennt. Ebenso gibt es die Möglichkeit, zwei unterschiedlich schwere Feststoffe von einer Flüssigkeit zu trennen (z. B. bei Kunststoffrecycling).
Einsatzgebiete von Dekantierzentrifugen sind z. B. Klärschlammbehandlung, Pharmabereiche, Lackschlammbehandlung. Der Trockenstoffgehalt wird auf 5 bis 8 % konzentriert und so wird das Schlammvolumen um 90 bis 95 % reduziert. In den letzten Jahren hat der Dekanter im Bereich Klärschlammentwässerung andere Entwässerungsverfahren wie Kammerfilterpressen und Siebbandfilter stark verdrängt und trägt sehr zur Minderung der Transporte von nicht entwässerten Klärschlämmen ("Klärschlammtourismus") bei.
Im Zuge der technischen Weiterentwicklung werden sowohl an die Dekanter selbst, als auch an die einzelnen Komponenten stetig wachsende Ansprüche bezüglich der Bauart, des Materials, der Präzision und der Leistungsfähigkeit gestellt.
Daher werden bestimmte Kernkomponenten, wie konische oder zylindrische Trommelmäntel, Schneckenkörper, Dichtungsdeckel, Rohre, Buchsen oder Ringe im Schleudergussverfahren hergestellt, denn die dabei verwendeten Werkstoffe (Duplexstähle, Austenite, Nickelbasislegierungen) bieten eine optimale Festigkeit und eine sehr hohe Korrosionsbeständigkeit.